# Án lệ 54/2022/AL
Án lệ 54/2022/AL về xác định quyền nuôi con dưới 36 tháng tuổi trong trường hợp người mẹ không trực tiếp chăm sóc, nuôi dưỡng, giáo dục con là án lệ thứ 54 thuộc lĩnh vực hôn nhân và gia đình của hệ thống pháp luật Việt Nam, được Hội đồng Thẩm phán Tòa án nhân dân tối cao thông qua, Chánh án Nguyễn Hòa Bình ra quyết định công bố ngày 14 tháng 10 năm 2022, và có hiệu lực cho tòa án các cấp trong cả nước nghiên cứu, áp dụng trong xét xử từ ngày 15 tháng 11 năm 2022. Án lệ này dựa trên nguồn là Quyết định giám đốc thẩm số 01 được ban hành ngày 27 tháng 2 năm 2019 của Ủy ban Thẩm phán Tòa án nhân dân cấp cao tại Đà Nẵng về ly hôn, tranh chấp về nuôi con, nội dung xoay quanh xác định quyền nuôi con dưới 36 tháng tuổi trong trường hợp người mẹ không trực tiếp chăm sóc, nuôi dưỡng, giáo dục con. Án lệ này do Vụ Pháp chế và Quản lý khoa học đề xuất, và là án lệ về hôn nhân và gia đình thứ ba trong hệ thống pháp luật Việt Nam.
Trong vụ việc này, hai vợ chồng kết hôn được 4 tháng thì sinh con, thêm được 4 tháng nữa thì sống không hòa hợp, mâu thuẫn dẫn tới ly thân khi con được 4 tháng tuổi, người vợ chuyển về ở nhà mẹ đẻ và để con lại cho chồng nuôi. Hơn 1 năm sau, hai người tiến tới xin ly hôn, nảy sinh tranh chấp về việc nuôi con lúc này hơn 15 tháng tuổi, người mẹ muốn được trực tiếp nuôi con đã ở cùng bố thời ly thân. Vụ tranh chấp diễn biến ban đầu là tòa sơ thẩm tuyên trao con cho người bố, tòa phúc thẩm bác và tuyên trao con cho người mẹ, để đến khi giám đốc thẩm mới đi tới quyết định người bố mới là người nuôi con phù hợp nhất so với thực tế.

## Nội dung ban đầu
Tại xã Ea Kuăng, huyện Krông Pắc, tỉnh Đắk Lắk, Phạm Thị Kiều Khanh và Nguyễn Hữu Phương kết hôn với nhau trên cơ sở tự nguyện, đăng ký kết hôn vào ngày 27 tháng 7 năm 2016, sau đó sinh con vào ngày 30 tháng 11 cùng năm. Sau khi kết hôn một thời gian, vợ chồng phát sinh mâu thuẫn, nguyên nhân do tính tình không hợp, thường xuyên bất đồng quan điểm trong cuộc sống, do đó Kiều Khanh bỏ về nhà bố mẹ đẻ sống từ khoảng tháng 3 năm 2017 khi con được 4 tháng tuổi, để lại con cho chồng nuôi dưỡng. Vào đầu năm 2018, hai người xét thấy mâu thuẫn vợ chồng đã trầm trọng, cuộc hôn nhân không thể kéo dài, mục đích của hôn nhân không đạt được, nên đã thuận tình ly hôn, nộp đơn ly hôn tới Tòa án nhân dân huyện Krông Pắk. Khi ra tòa, hai người cùng xác nhận không có tài sản chung và không có công nợ chung, nên không yêu cầu tòa án giải quyết, riêng về con chung thì cả hai cùng đề nghị xin được nuôi, Kiều Khanh yêu cầu chồng cấp dưỡng tiền nuôi con, còn Hữu Phương không yêu cầu vợ cấp dưỡng tiền nuôi con.

## Tiền giám đốc thẩm
Ngày 5 tháng 3 năm 2018, tại trụ sở 269 Giải Phóng, Phước An, Tòa án nhân dân huyện Krông Pắk mở phiên sơ thẩm, tuyên công nhận sự thuận tình ly hôn giữa hai vợ chồng. Về người con, tòa tuyên giao cho bố trực tiếp trông nom, chăm sóc, nuôi dưỡng, giáo dục cho đến khi đủ 18 tuổi, mẹ không được trao quyền nuôi, chỉ được được quyền đi lại thăm nom, chăm sóc chung. Trong sơ thẩm, Kiểu Khanh tự nguyện cấp dưỡng mỗi tháng 1 triệu đồng để nuôi con, tòa ghi nhận điều này. Còn về tài sản chung, nợ chung, do hai người không yêu cầu nên tòa không giải quyết. Ba ngày sau, Kiều Khanh nộp đơn kháng cáo lên Tòa án nhân dân tỉnh Đắk Lắk, xin được nuôi con, không yêu cầu Hữu Phương cấp dưỡng tiền nuôi con. Trong quá trình thụ lý vụ án, Tòa án nhân dân tỉnh Đắk Lắk đã 2 lần tống đạt các thông báo, quyết định đưa vụ án ra xét xử phúc thẩm cho Hữu Phương qua dịch vụ bưu chính. Thông báo chuyển tới Bưu điện huyện Krông Pắk, giao cho nhân viên bưu tá phát nhưng lại phát nhầm cho người khác trùng lên là Phương ở cùng thôn của Ea Kuăng, và bởi vậy Hữu Phương không hề biết về thủ tục phúc thẩm.
Ngày 7 tháng 6, tại trụ sở 4 Lê Duẩn, Tự An, Buôn Ma Thuột, Tòa án nhân dân tỉnh Đắk Lắk mở phiên phúc thẩm với sự vắng mặt của Nguyễn Hữu Phương. Tòa đã chấp nhận kháng cáo của Kiều Khanh, sửa án sơ thẩm, tuyên xử cả 4 vấn đề ở sơ thẩm đã tuyên là "hôn nhân", "con chung", "cấp dưỡng nuôi con chung", và "tài sản, nợ chung". Về con chung, tòa phúc thẩm tuyên giao cho người mẹ, người bố không cần cấp dưỡng do Kiều Khang không yêu cầu, còn các vấn đề khác đều giữ nguyên. Sau khi án được tuyên, người bố nhận được tin, liền gửi đơn đề nghị giám đốc thẩm với nội dung rằng: tòa phúc thẩm không tống đạt thông báo xét xử, không giao bản án phúc thẩm cho anh, khi có quyết định thi hành án anh mới biết việc thay đổi giao con chung cho người mẹ nuôi dưỡng là vi phạm tố tụng; anh không nhất trí việc cấp phúc thẩm giao con cho người mẹ, anh đề nghị được nuôi con như bản án sơ thẩm đã quyết định.
Sau khi xem xét đề nghị của Nguyễn Hữu Phương và vụ việc, ngày 10 tháng 10 năm 2018, Viện trưởng Viện kiểm sát nhân dân cấp cao tại Đà Nẵng Phạm Văn Cần ra quyết định kháng nghị giám đốc thẩm, đề nghị Ủy ban Thẩm phán Tòa án nhân dân cấp cao tại Đà Nẵng xét xử giám đốc thẩm theo hướng huỷ bản án phúc thẩm để xét xử phúc thẩm lại, theo đúng quy định pháp luật. Nội dung kháng nghị này sau đó được được thay đổi ở phiên giám đốc thẩm, chuyển hướng đề nghị hủy bản án phúc thẩm, giữ nguyên bản án sơ thẩm.

## Giám đốc thẩm
Hội đồng xét xử giám đốc thẩm, nhận định.
Ngày 27 tháng 2 năm 2019, tại trụ sở 372 Núi Thành, Hòa Cường Bắc, Hải Châu, Tòa án nhân dân cấp cao tại Đà Nẵng mở phiên giám đốc thẩm. Về tố tụng cụ thể là phạm vi xét xử phúc thẩm, tòa xét thấy sau khi xét xử sơ thẩm, Kiều Khanh chỉ kháng cáo về "phần con chung", trong nhận định của bản án phúc thẩm cũng chỉ xem xét về "phần con chung", thế nhưng phần quyết định lại quyết định cả "quan hệ hôn nhân", "tài sản, nợ chung", và điều này là không đúng theo quy định về tố tụng. Về sự có mặt của đương sự mà cụ thể là sự vắng mặt của Nguyễn Hữu Phương, tòa căn cứ các tài liệu có trong hồ sơ vụ án, thấy rằng trước khi xét xử, tòa phúc thẩm đã tống đạt các thông báo, quyết định qua dịch vụ bưu chính, việc đương sự không nhận được các văn bản tố tụng nêu trên là do lỗi của Bưu điện huyện Krông Pắk, và như vậy, tòa phúc thẩm xét xử vắng mặt là thực hiện đúng quy định.
Về nội dung việc nuôi con, trước hết tòa viện dẫn quy định của luật mà cả tòa sơ thẩm lẫn phúc thẩm đều đã áp dụng đó là trường hợp khi ly hôn, thì "con dưới 36 tháng tuổi được giao cho mẹ trực tiếp nuôi, trừ trường hợp người mẹ không đủ điều kiện để trực tiếp trông nom, chăm sóc, nuôi dưỡng, giáo dục con hoặc cha mẹ có thỏa thuận khác phù hợp với lợi ích của con". Trong vụ án này, tòa xét rằng chỉ vì mâu thuẫn vợ chồng, người mẹ tự ý về nhà bố mẹ đẻ sinh sống, bỏ lại con mới được 4 tháng tuổi cho người bố nuôi dưỡng, lấy căn cứ từ khu dân cư cơ sở gồm xác minh của ban tự quản thôn, chi hội phụ nữ thôn, xác nhận người bố nuôi dưỡng, chăm sóc con tốt, có thu nhập ổn định, đủ điều kiện nuôi con. Từ thực tế này, hội đồng xét xử giám đốc thẩm nhận thấy trường hợp này người con cần được nuôi dưỡng bởi bố, chỉ ra rằng trong quá trình giải quyết vụ án, tòa sơ thẩm đã xem xét một cách toàn diện, tiếp tục giao con cho bố trực tiếp nuôi dưỡng, chăm sóc là có căn cứ; tòa phúc thẩm sửa bản án sơ thẩm giao con cho mẹ nuôi dưỡng là không phù hợp, chưa xem xét đầy đủ đến quyền và lợi ích hợp pháp về mọi mặt của con. Cũng có trường hợp rằng nếu người mệ có đủ căn cứ cho rằng người bố không còn đủ điều kiện nuôi con hoặc ngược đãi con, thì có quyền khởi kiện yêu cầu tòa án thay đổi người trực tiếp nuôi con, cũng như thay đổi mức cấp dưỡng và phương thức cấp dưỡng nuôi con. Đối với cấp dưỡng, tòa chấp nhận cấp dưỡng như tòa sơ thẩm với nhận định người mẹ có thu nhập 6 triệu đồng/tháng, tự nguyện cấp dưỡng 1 triệu đồng là phù hợp. Từ đây, hội đồng xét xử giám đốc thẩm tuyên hủy bản án phúc thẩm, giữ nguyên bản án sơ thẩm của Tòa án nhân dân huyện Krông Pắk, người bố tiếp tục nuôi con.

## Hình thành án lệ
Sau khi quyết định giám đốc thẩm được ban hành, Viện kiểm sát nhân dân cấp cao tại Đà Nẵng đã thông báo rút kinh nghiệm về vụ án "ly hôn, tranh chấp về nuôi con" này, nêu ra những nhận định trong phiên giám đốc thẩm để chỉ ra trường hợp "trừ trường hợp" trong luật định, cụ thể là khi người con dưới 36 tháng tuổi không nhất định trao quyền nuôi dưỡng cho người mẹ, mà có thể là người bố căn cứ vào tình cảnh thực tế. Sau đó, Vụ Pháp chế và Quản lý khoa học đã đề xuất lựa chọn làm án lệ và là 1 trong 14 đề xuất đầu năm 2022, đề xuất thứ 2 về hôn nhân và gia đình. Việc lấy ý kiến các đề xuất được tiến hành từ ngày 26 tháng 5, thông qua hội thảo mang tính khoa học; và trực tuyến công khai trên trang tin điện tử án lệ, rồi được thảo luận, cho ý kiến bởi Hội đồng tư vấn án lệ vào ngày 23 tháng 6 cùng năm, đa phần ủng hộ dự thảo này. Hội đồng đã đánh giá và góp ý chi tiết đối với từng dự thảo án lệ, sau đó, Chủ tịch Hội đồng tư vấn án lệ Nguyễn Hòa Bình kết luận đề nghị lựa chọn 5 trong tổng số 14 dự thảo án lệ đề nghị Hội đồng Thẩm phán Tòa án nhân dân tối cao xem xét thông qua. Ngày 8 tháng 9, Hội đồng Thẩm phán họp và quyết định thông qua 4 trong 5 dự thảo, trong đó có quyết định giám đốc thẩm của vụ việc nuôi con dưới 36 tháng tuổi này, chính thức là Án lệ số 54/2022/AL.